# Laura Neiva
Pour les articles homonymes, voir Neiva (homonymie).
Laura Neiva, née à São Paulo le 21 septembre 1993, est une actrice et mannequin brésilien, connue pour avoir joué dans le film À Deriva, présenté au Festival de Cannes 2009.

## Biographie
Laura Neivae est découverte sur le réseau social Orkut en 2007 par l'équipe du film À Deriva qui recherchait un protagoniste pour ce film réalisé par Heitor Dhalia et avec dans la distribution l'acteur français Vincent Cassel et l'actrice brésilienne Débora Bloch. Son deuxième film est le blockbuster E Aí... Comeu? (pt), dans lequel elle joue aux côtés de Bruno Mazzeo. Elle apparaît ensuite dans le court métrage DES. en collaboration avec le styliste Alexandre Herchcovitch qui était responsable des costumes dans À Deriva.
Son succès attire l'attention du monde de la mode, et elle est embauchée comme porte-parole des marques Corello et Fillity. En 2012, elle est embauchée par le styliste Karl Lagerfeld pour être l'ambassadrice brésilienne de Chanel. 
L'actrice joue en 2013 dans Saramandaia, le remake de la telenovela de Rede Globo, où elle tient le rôle de Stela Rosado. En 2014, elle tient celui de Betina, qui a une relation amoureuse avec Roberta Camargo, rôle tenu par Mariana Lima, dans le remake de la telenovela O Rebu (1974).

## Filmographie

### Au cinéma
| Année | Titre                 | Rôle   | Notes          |
| ----- | --------------------- | ------ | -------------- |
| 2009  | À Deriva (Adrift)     | Filipa | Rôle principal |
| 2012  | E Aí... Comeu?        | Gabi   |                |
| 2012  | DES.                  | Maria  | Court métrage  |
| 2012  | Mundo Invisível       |        | segment Kreoko |
| 2014  | The Boy in the Mirror | Cíntia |                |
| 2014  | Rio, I Love You       | Maria  | segment Texas  |

### Télévision
| Année | Titre       | Rôle             | Notes |
| ----- | ----------- | ---------------- | ----- |
| 2013  | Saramandaia | Stela Rosado     |       |
| 2014  | O Rebu      | Betina Rosemberg |       |

### Théâtre
| Année | Titre              | Rôle | Notes |
| ----- | ------------------ | ---- | ----- |
| 2010  | Ligações Perigosas |      |       |